# James Rolph
James Rolph Jr. (23 agosto 1869 – 2 giugno 1934) è stato un politico statunitense membro del Partito Repubblicano. È stato il trentesimo sindaco di San Francisco. Ha mantenuto l'incarico per 19 anni consecutivi, dall'8 gennaio 1912 al 6 gennaio 1931, allorché è stato eletto ventisettesimo Governatore della California. Non ha portato a termine il mandato di governatore a causa della sua morte. In seguito, venne sepolto nel Greenlawn Memorial Park di Colma, California.